# 아펜첼 철도
아펜첼 철도(독일어: Appenzeller Bahnen 아펜첼러 바넨[*], 약칭 AB)는 스위스 헤리자우에 본사가 있는 철도 회사이다. 이 회사는 아펜첼이너로덴주, 아펜첼아우서로덴주, 장크트갈렌주 및 투르가우주에서 철도 네트워크를 운영하고 있다.

## 역사
아펜첼 철도 회사의 기원은 이전에 독립된 여러 회사와 철도 노선에 있다.
- 로르샤흐-하이덴-베르크반 (RHB)은 1875년에 로르샤흐에서 하이덴까지 노선을 개통했다.
- 1875년에 빈켈른에서 헤리자우를 거쳐 우어네쉬까지 노선을 개통한 아펜첼러반 ( AB)은 1886년에 우어네쉬에서 아펜첼까지 연장되었다. 1913년에 헤리자우에서 빈켈른까지의 노선은 고사우까지의 새로운 노선으로 교체되었다.
- 1887년 프라우엔펠트-빌 철도 (FW)
- 장크트갈렌-가이스-아펜첼 철도 (SGA)은 1889년에 장크트갈렌과 가이스 사이에 개통되어 1904년에 아펜첼까지 확장되었다.
- 라이네크-발첸하우젠-베르크반 (RhW)은 1896년에 라이네크과 발첸하우젠 사이에 개통되었다.
- 1903년 장크트갈렌과 트로겐 사이에 개통한 트로게너반 (TB) .
- 1911년 가이스와 알트슈테텐 사이에 개통한 알트슈테텐-가이스 철도 (AG).
- 1912년 아펜첼과 바서라우엔 사이에 개통한 센티스반.

아펜첼러반과 센티스반은 1947년에 합병되어 아펜첼 철도(AB)의 정체성을 유지했다. 장크트갈렌-가이스-아펜첼 철도과 알트슈테텐-가이스 철도는 1948년에 장크트갈렌-가이스-아펜첼-알트슈테텐 철도(SGA)이라는 이름으로 합병되었다.
아펜첼 철도 회사는 1988년 아펜첼 철도와 장크트갈렌-가이스-아펜첼-알트슈테텐 철도의 합병으로 설립되었다. 2006년에 아펜첼 철도 회사는 로르샤흐-하이덴-베르크반, 라이네크-발첸하우젠-베르크반 및 트로겐 철도 회사와 합병되었다. 법적 용어로 이 합병은 다른 회사를 인수하는 아펜첼 철도 회사의 형태를 취했다.
2021년에 회사는 프라우엔펠트-빌선의 소유주인 프라우엔펠트-빌 철도 AG와 합병되었다. 두 회사는 수년간 공동 작업을 수행했다.

## 운행

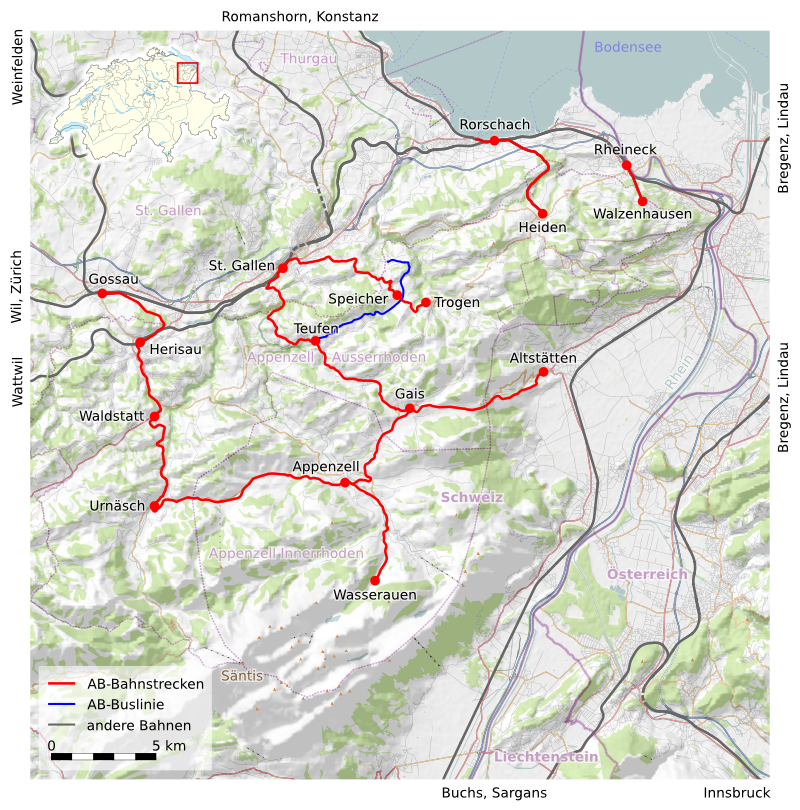
2021년 프라우엔펠트-빌 철도 인수 이전 아펜첼 철도 노선도

현재 회사는 다음과 같은 철도 노선을 운영하고 있다.
- 아펜첼-장크트갈렌-트로겐
- 고사우-아펜첼-바서라우엔
- 알트슈테텐-가이스
- 라이네크-발첸하우젠
- 로르샤흐-하이덴
- 프라우엔펠트-빌

장크트갈렌–가이스–아펜첼, 고사우–아펜첼–바서라우엔 및 알트슈테텐–가이스 라인은 1,000mm 미터궤로 연결된 노선망으로 형성하며, 모두 1500V DC로 전철화되었다. 2018년까지 장크트갈렌-트로겐 노선도 미터궤였지만, 독립적으로 운영되었다.
2016년부터 2018년까지 아펜첼 철도는 아펜첼-장크트갈렌선과 장크트갈렌-트로겐선을 연결하는 대규모 건설 프로젝트에 착수했다. 세 가지 비호환성 포인트는 전철화(장크트갈렌-트로겐선은 장크트갈렌 무궤도 전차 시스템과 공유되는 600V DC로 짧은 스트레치와 함께 1000V DC임), 장크트갈렌의 다른(그러나 물리적으로 인접한) 터미널, 그리고 최대 등급(아펜첼에서 장크트갈렌으로 가는 랙 철도 접근 방식은 접착 기반 장크트갈렌-트로겐 철도 차량에 비해 너무 가파름). 그래서 새로운 프로젝트는 장크트갈렌-트로겐선을 1500V DC로 조정하고, 장크트갈렌을 통해 새로운 터널을 건설했다. 장크트갈렌을 통한 오래된 평면도는 2018년 4월에 폐쇄되었으며, 시스템은 같은 해 10월에 통과하기 시작했다.
라이네크-발첸하우젠선과 로르샤흐-하이덴선은 나머지 네트워크와 지리적으로 분리되어 있으며 각각 1,200mm 및 1,435mm 표준궤를 채택했다. 알트슈테텐-가이스, 라이네크-발첸하우젠 및 로르샤흐-하이덴선에는 모두 랙 철도 구간이 있으며, 고사우-아펜첼-바서라우엔 및 아펜첼-장크트갈렌-트로겐선은 접착식 전용이다. 프라우엔펠트-빌은 긴밀하게 협력했지만, 2003년과 법적으로 별개였고, 트랙으로도 연결되지 않았다. 2021년 인수되었다.
이 회사는 또한 장크트갈렌–가이스–아펜첼 라인의 토이펜에서 장크트갈렌–트로겐선의 슈파이처까지 버스 서비스를 운영하고 있다. 심야버스 서비스는 장크트갈렌–가이스–아펜첼 및 장크트갈렌–트로겐선을 통해 운영된다.

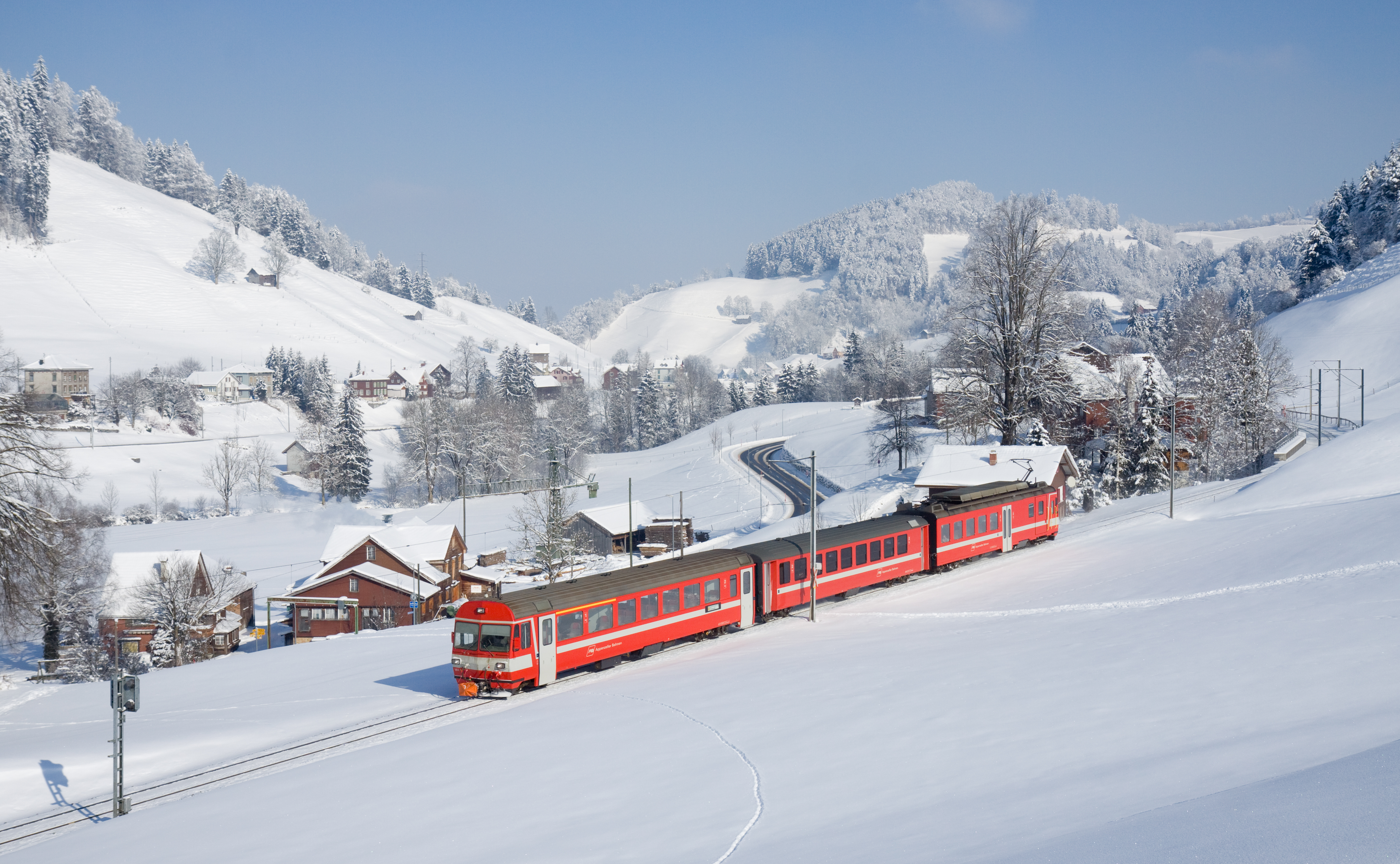
사진: Kabelleger